# نیکلاس دومینگو
نیکلاس دومینگو (انگلیسی: Nicolás Domingo؛ زادهٔ ۸ آوریل ۱۹۸۵) بازیکن فوتبال اهل آرژانتین است.
از باشگاه‌هایی که در آن بازی کرده‌است می‌توان به جنوا، باشگاه فوتبال پنیارول، ریور پلاته، آرسنال ساراندی، بانفیلد و ریور پلاته اشاره کرد.